# 华山风毛菊
华山风毛菊（学名：Saussurea huashanensis）为菊科风毛菊属的植物，为中国的特有植物。分布于中国大陆的陕西等地，生长于海拔1,800米至2,020米的地区，一般生长在草丛中，目前尚未由人工引种栽培。